# Lepelkruisstraat

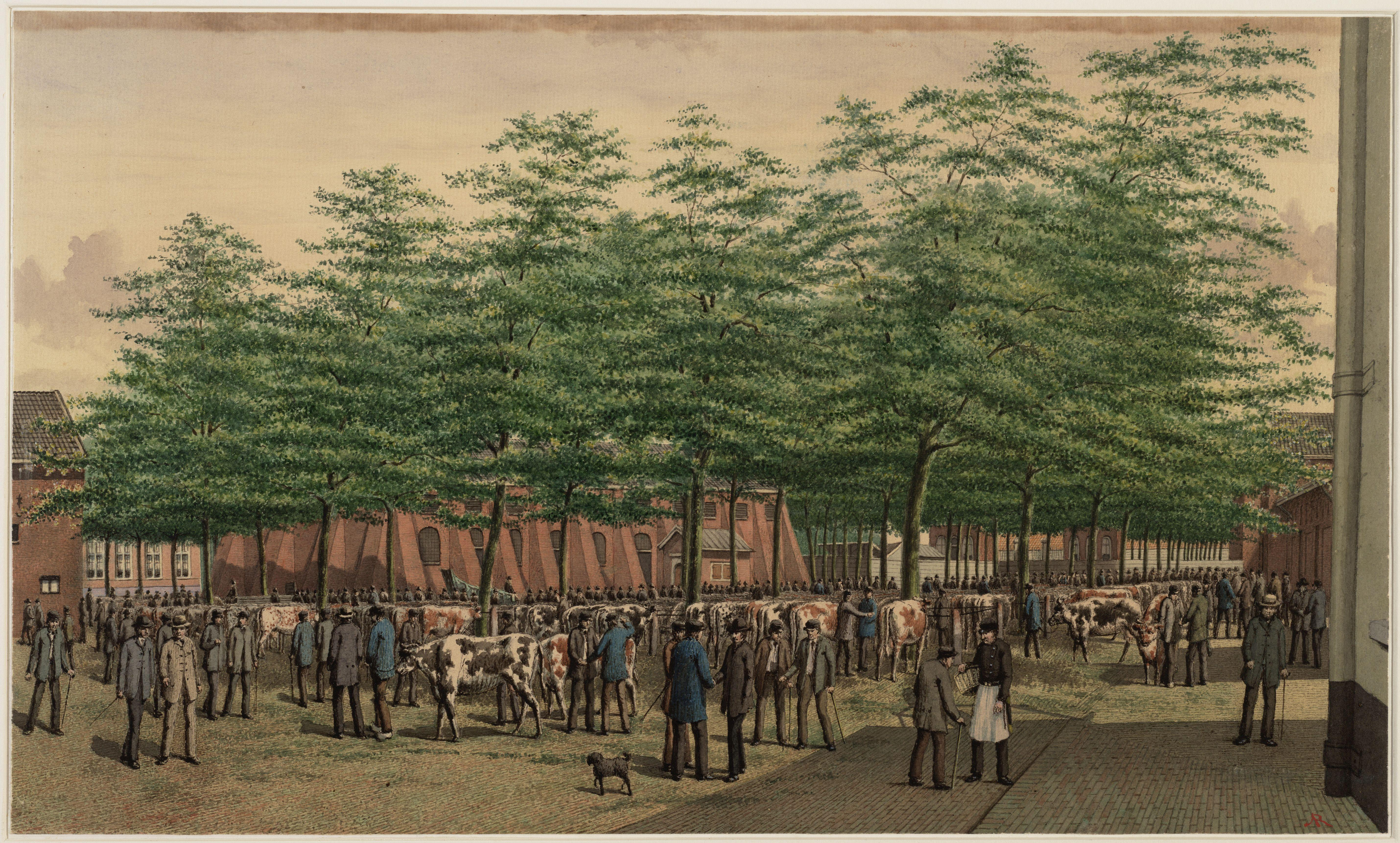
J.M.A. Rieke tekent de Veemarkt in 1886

De Lepelkruisstraat is een straat in de Weesperbuurt in Amsterdam-Centrum.

## Geschiedenis
De directe vernoeming is duidelijk; het is een straat die de Lepelstraat haaks kruist. In 2025 is nog altijd onbekend waar die Lepelstraat naar vernoemd is. Het zou gaan om een gevelsteen die hier ergens in de gevel gezeten zou hebben, maar het is dan nog onduidelijk waar. Het terrein waar de straat op ligt wordt ingesloten door de Weesperstraat, Nieuwe Prinsengracht, Nieuwe Achtergracht en Roetersstraat. Het werd aangelegd in het eind van de 17e eeuw, bebouwing kwam pas veel later blijkt uit een stadsplattegrond uit 1882. Er was een veemarkt gevestigd, zoals Johan Rieke in 1886 nog vastlegde. De straatnaam werd pas in 1889 vastgelegd, maar ze was vermoedelijk al veel eerder in gebruik. De Lepelstraat was rond 1700 al bekend als de Weesperdwarsstraat. Tussen 1961 en 1965 verloren de Lepel- en Lepelkruisstraat hun contact door de verbreding en nieuwe bebouwing aan de Weesperstraat. Het stukje Lepelstraat tussen Weesperstraat en Lepelkruisstraat werd toegevoegd aan de Lepelkruisstraat en werd achteringang van een gebouw aan de Weesperstraat. Op dit stukje kijkt mem tegen de achtergevels van de grachtgebouwen aan. Het stukje Lepeldwarsstraat en Roetersstraat werd dicht gebouwd met woningen en school; het laatste stukje voor de Roetersstraat kreeg de naam Korte Lepelstraat.

## Bebouwing
De bebouwing van die veemarkt begon ergens rond 1890 al stond er hier en daar al een woning, winkel of bedrijfsgebouw. De straat kent daarom typische architectuur uit het eind van de 19e eeuw, zogenaamde revolutiebouw. Het was het terrein van speculanten, makelaars, aannemers etc. die huisje voor huisje neerzetten en dan verkochten om het volgende terrein te kunnen bebouwen. Vier gebouwen vallen op:      
- Nieuwe Prinsengracht 64 (rijksmonument) heeft een kleine gevel aan die gracht, maar een langgerekte gevel aan de Lepelkruisstraat; het huisnummer 64 ligt zo diep in die laatste straat, dat het erop lijkt dat huisnummer aan die straat toebehoort en niet aan de gracht;
- Lepelkruisstraat 14-52 (gemeentelijk monument); een voormalig schoolgebouw (Palacheschool)
- Lepelkruisstraat 1-9, nieuwbouw uit 1991
- Nieuwe Achtergracht 73 heeft een smalle gevel aan die gracht maar een lang gerekte gevel aan de kruisstraat.

### Lepelkruisstraat 1-9
Omdat de kruising uit de straatnamen verdwenen was vroeg Woningbouwvereniging Lieven de Key  toestemming om de nog deels open gevelwand vol te bouwen met 22 woningen met bergingen en tuinen. Ze kregen toestemming, maar een speelplaats met werk van Aldo van Eyck en een gymlokaal van een nabijgelegen school moesten opgeofferd worden. Architect was Albert van den Brink, die zich ingeschreven had voor een soort ontwerpwedstrijd voor jonge architecten. Zij moesten postzegelarchitectuur ontwerpen voor deze en soortgelijke plekken, waarbij eigenlijk alles al vastligt. Het terrein is bekend, ook de maximale hoogte, breedte etc. liggen al vast. De woningen moesten ook nog eens voldoen aan de wooneisen voor ouderen, dus liften waren een vereiste en de woningen moesten toegankelijk zijn voor rolstoelrijders. Aan de noordzijde moest bovendien een kleine toegang gebouwd worden voor de achterliggende terreinen (een kleine schoolspeelplaats).

## Kunst
Tussen bovenstaand complex en Nieuwe Prinsengracht 64 kwam dus een muurtje met deur. Die deur viel al snel ten prooi een graffitiwriting en -painting. Bovenop dat muurtje werd een groot titelloos artistiek kunstwerk van Herbert Nouwens geplaatst. Genoemde nieuwbouw heeft enkele versieringen in de portieken.

## Afbeeldingen

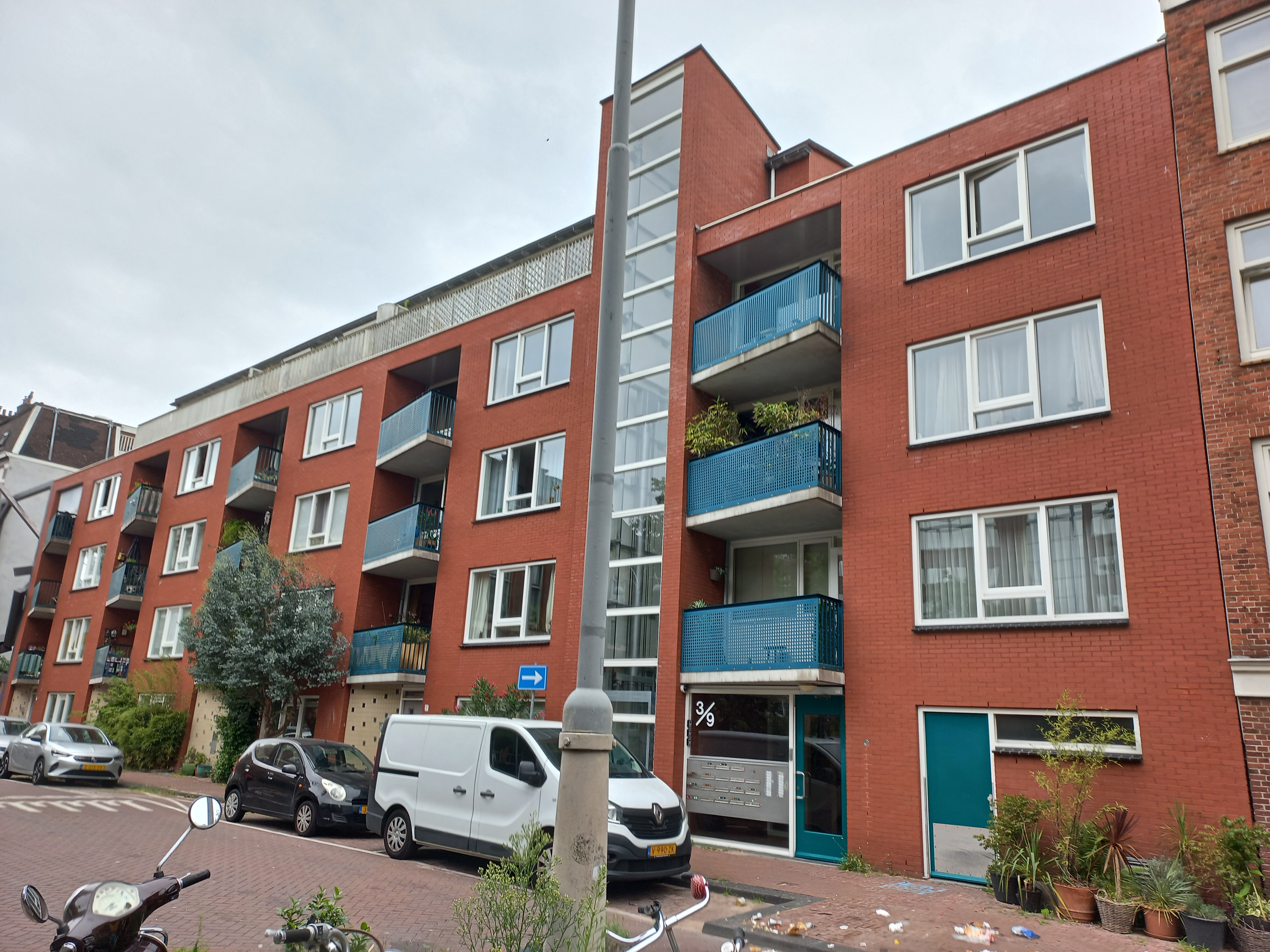
Lepelkruisstraat 1-9 (augustus 2025)
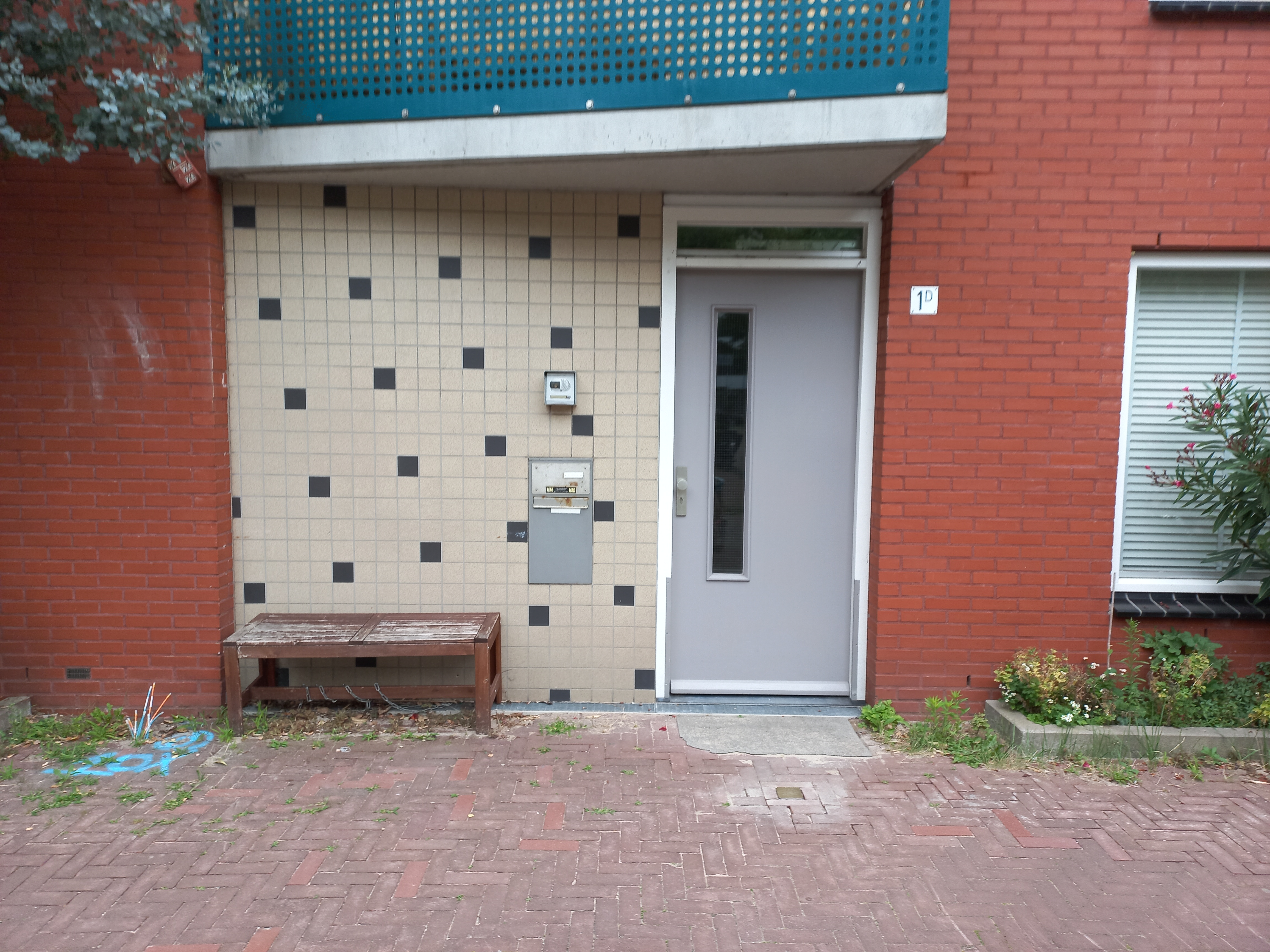
Tegelwerk Lepelkruisstraat 1-9 (augustus 2025)
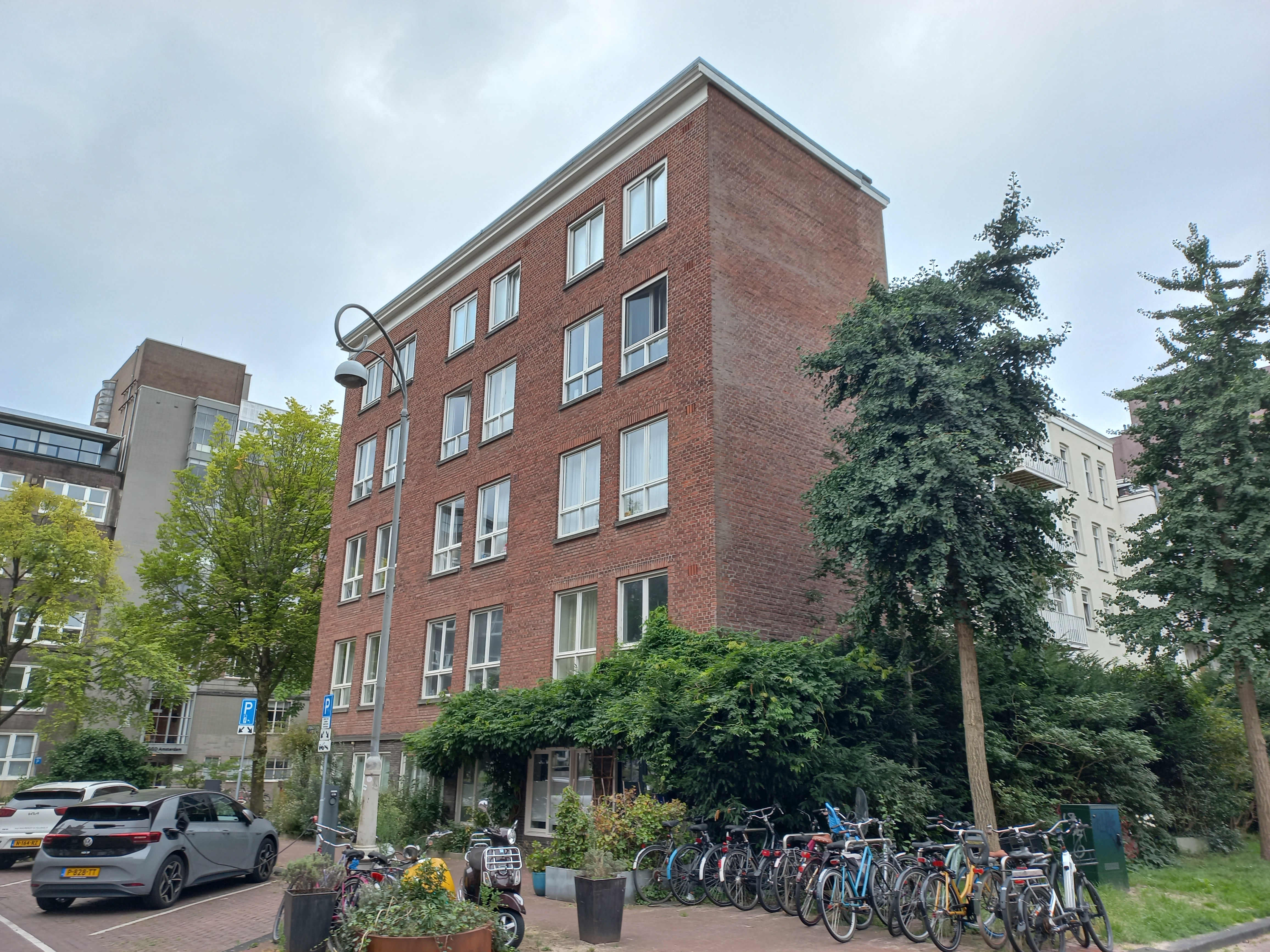
Nieuwe Achtergracht 73, lange gevel aan Lepelkruisstraat (augustus 2025)
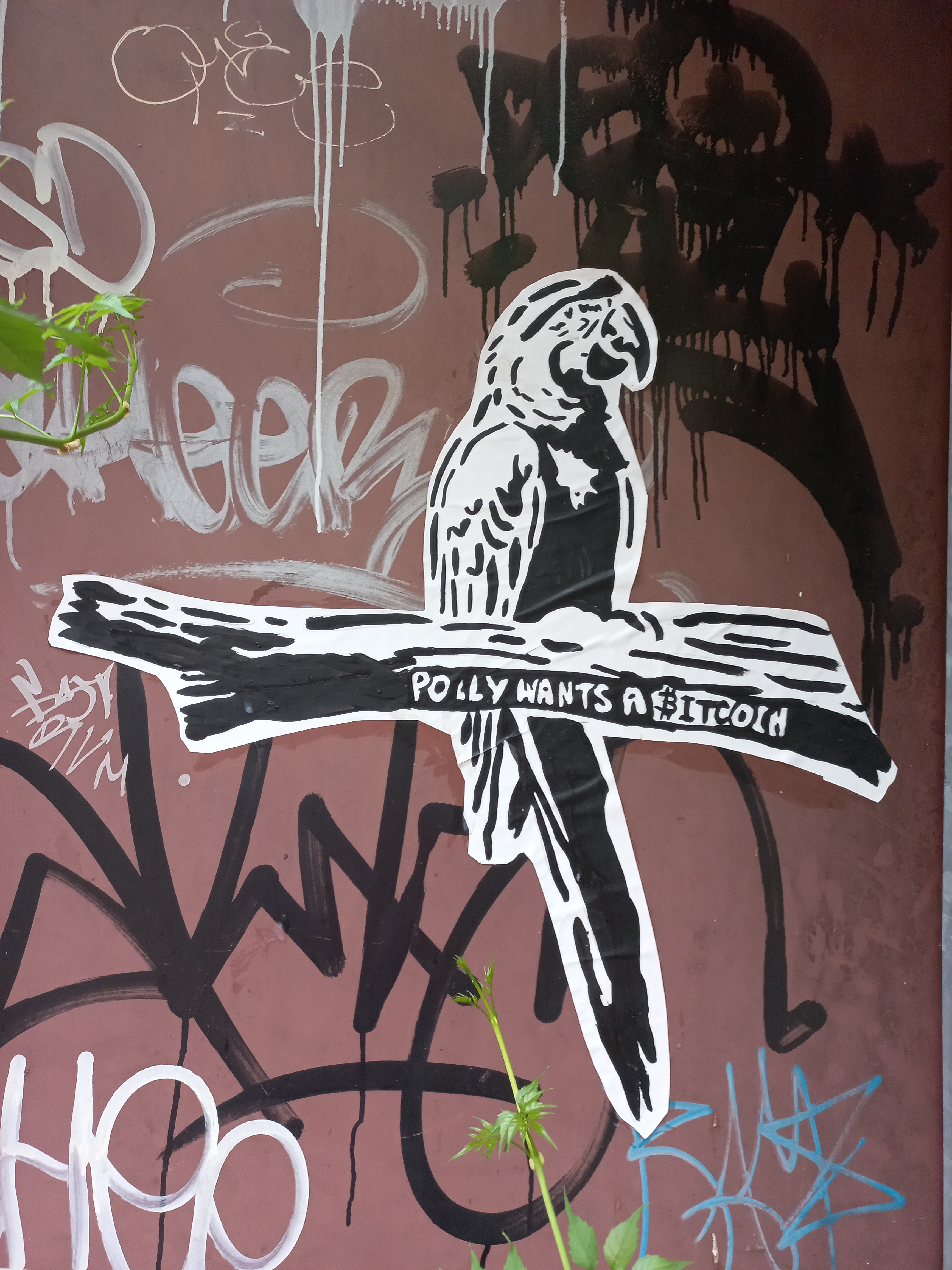
muurschilderingetje op deur (augustus 2025)